# Zámecká hospoda (Rožmitál pod Třemšínem)
Zámecká hospoda (někdy nazývaná Zámecká vinárna) je historický měšťanský dům čp. 2 v Rožmitále pod Třemšínem v okrese Příbram ve Středočeském kraji. Dům se nachází v městské památkové rezervaci v ulici Ing. Lízla (dříve Jirsíkova) v těsné blízkosti zámku Rožmitál pod Třemšínem. Od roku 1958 je chráněn jako kulturní památka. Od roku 1980 je zde provozována restaurace Zámecká hospoda.

## Historie
Vzhledem k těsné blízkosti zámku lze předpokládat, že se stavba nachází na místě, kde stávala starší zástavba. V historických pramenech je zde zmiňována zámecká kovárna, kde se zde měla nacházet již 16. století. Současná stavba pozdně barokního původu pochází zřejmě až z druhé poloviny 18. století.  Budova byla rozšířena přístavbou bočního křídla a klasicistně upravena přibližně na přelomu 18. a 19. století. Z architektonického hlediska se jedná o pozoruhodný dům, který zástavbě navazuje na historické jádro města.
Dům býval bydlištěm lesníka a vynálezce Karla Daniela Gangloffa (1809–1879). Jako penzista zde bydlel lékař a první rožmitálský fotoamatér Adolf Růžička (1851–1941). Po roce 1948 se zde stejně jako v zámku nacházely byty pro zaměstnance lesního podniku.
V 70. letech 20. století město Rožmitál společně se zámkem, rekonstruovalo i dům čp. 2. Dne 3. července 1980 zde byla otevřena Zámecká hospoda. Interiéry tehdy zdobily obrazy s historickými motivy spjatými s Rožmitálem od Miroslava Háska. Po roce 1989 město prodalo Zámeckou hospodu p. Fabingerové, která ji nadále provozovala. Po roce 2006 byla restaurace uzavřena a později prodána novému majiteli, kterým byla rodina Částkových z Voltuše. Provoz restaurace byl znovu obnoven, ale postupně byl utlumován, na začátku 20. let 21. století restaurace funguje pouze na dobu obědů v pracovní dny. 
Od jara 2025 objekt hospody prochází rekonstukcí krovu a byla vyměněna střešní krytina – původní šindel vystřídala bobrovka.

## Popis
Dům stojí nalevo před barokní branou mostu vedoucímu přes hradní příkop do zámku. Přízemní, částečně podsklepená budova sestává ze dvou obdélných kolmo na sebe napojených obdélných křídel nestejné délky, tvořících půdorys v podobě písmena L. Hlavní vstup do budovy se nachází ve středu delšího křídla do ulice Ing. Lízla, kde jsou dvoukřídlé barokní dveře. Stavba je vyzděna ze smíšeného materiálu s převahou kamene. Zdivo pokrývá fasáda s bílou vápenou omítkou. Nároží domu je zvýrazněno armováním vystupující kvádrovou bosáží. Z ulice Ing. Lízla stavba působí dojmem přízemní stavby, ale stavba se svažuje prudce dolů k rybníku Kuchyňka. Z této strany je dole na úrovni terénu vchod do sklepa. Směrem k východu navazuje novodobá cihelná nástavba s plochou horní terasou v úrovni přízemí z ulice. Střecha nad hlavním křídlem je mansardová, střecha nad bočním křídlem je sedlová. V 80. letech byla stejně jako zámek pokryta šindelovou krytinou.

## Ve filmu
Záběry z exteriérů se objevily v televizním filmu Noc pastýřů (1992) o životě Jakuba Jana Ryby.

## Galerie

Pohled od rybníku Kuchyňka (kolem r. 1900)
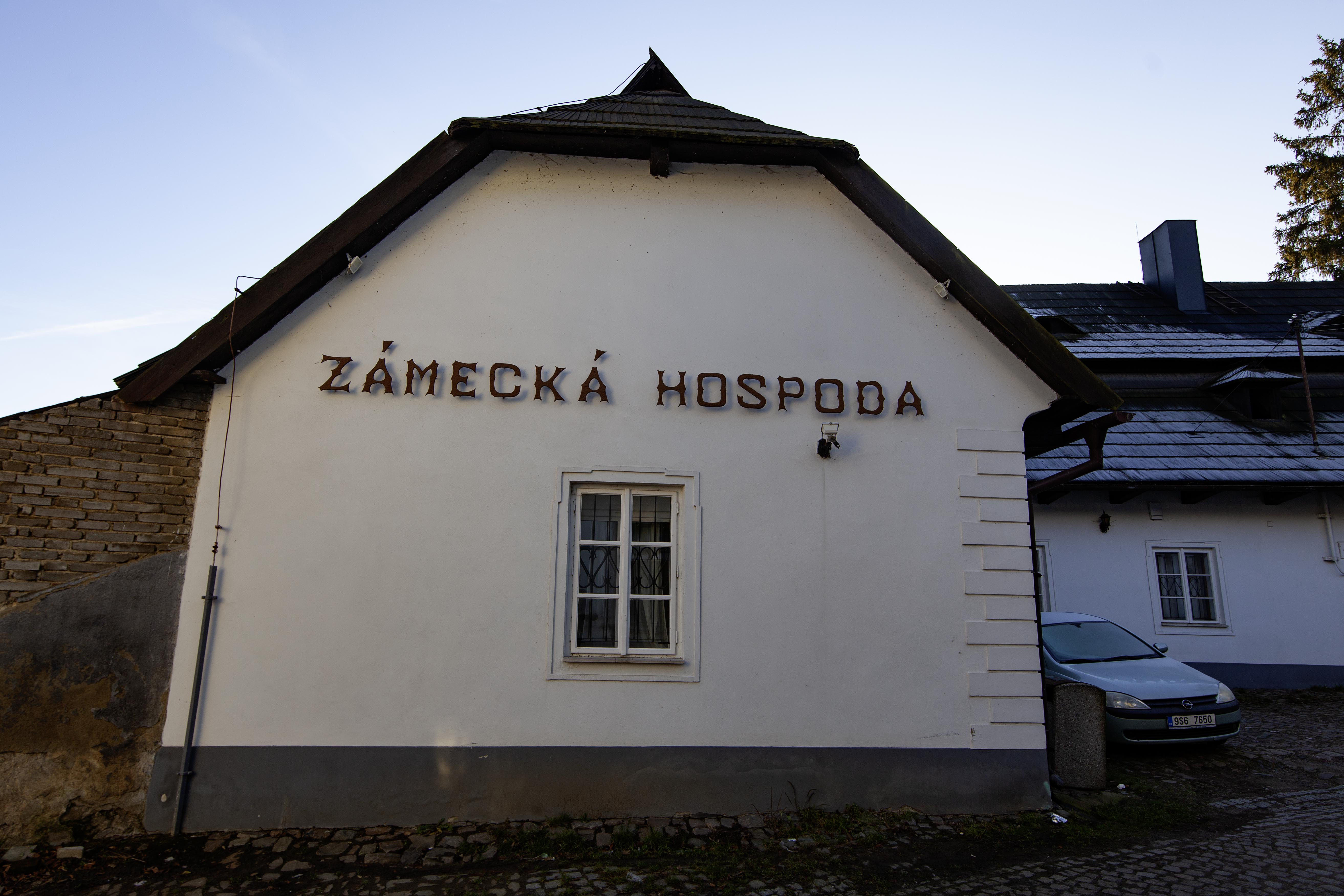
Zámecká hospoda (2024)
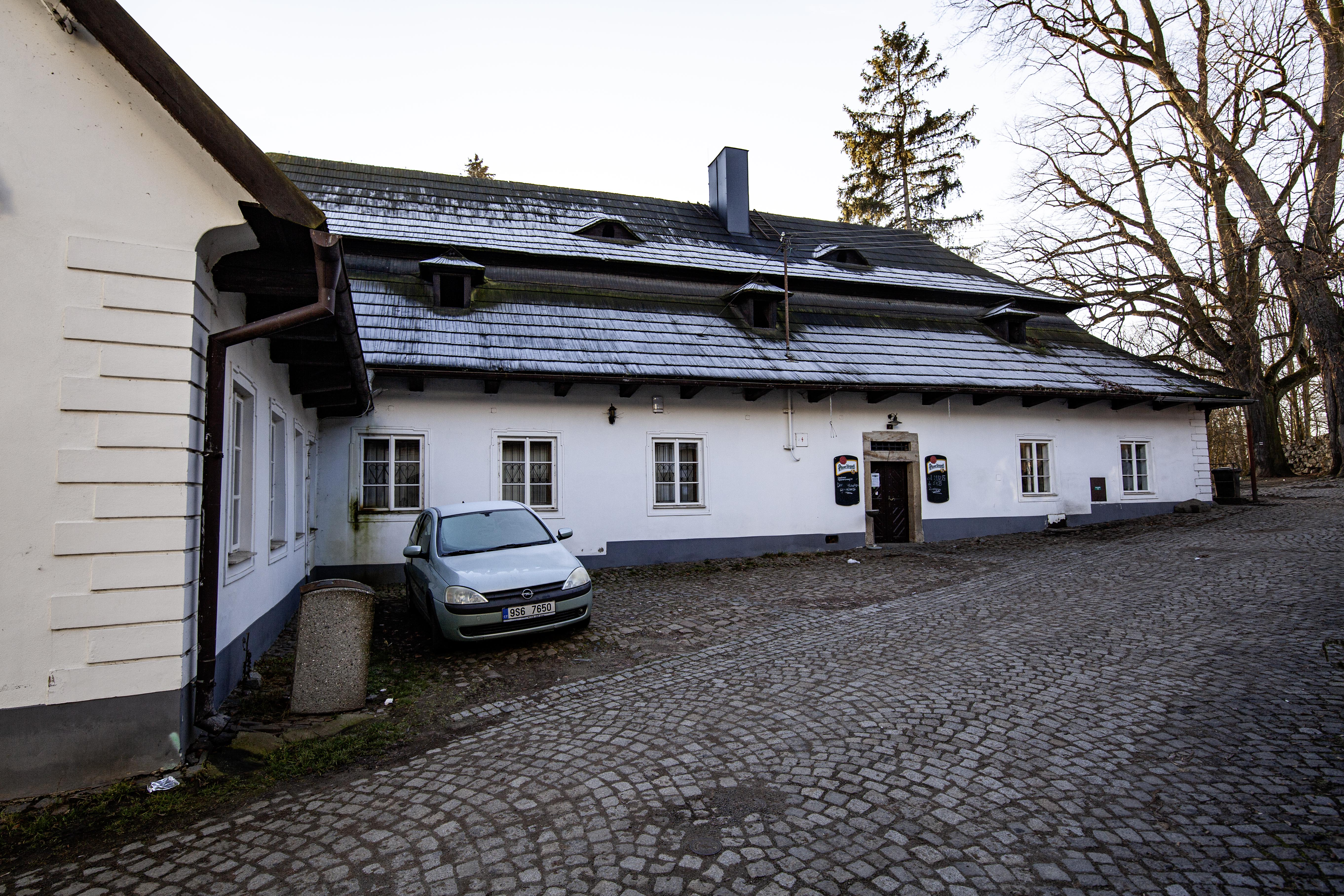
Zámecká hospoda (2024)
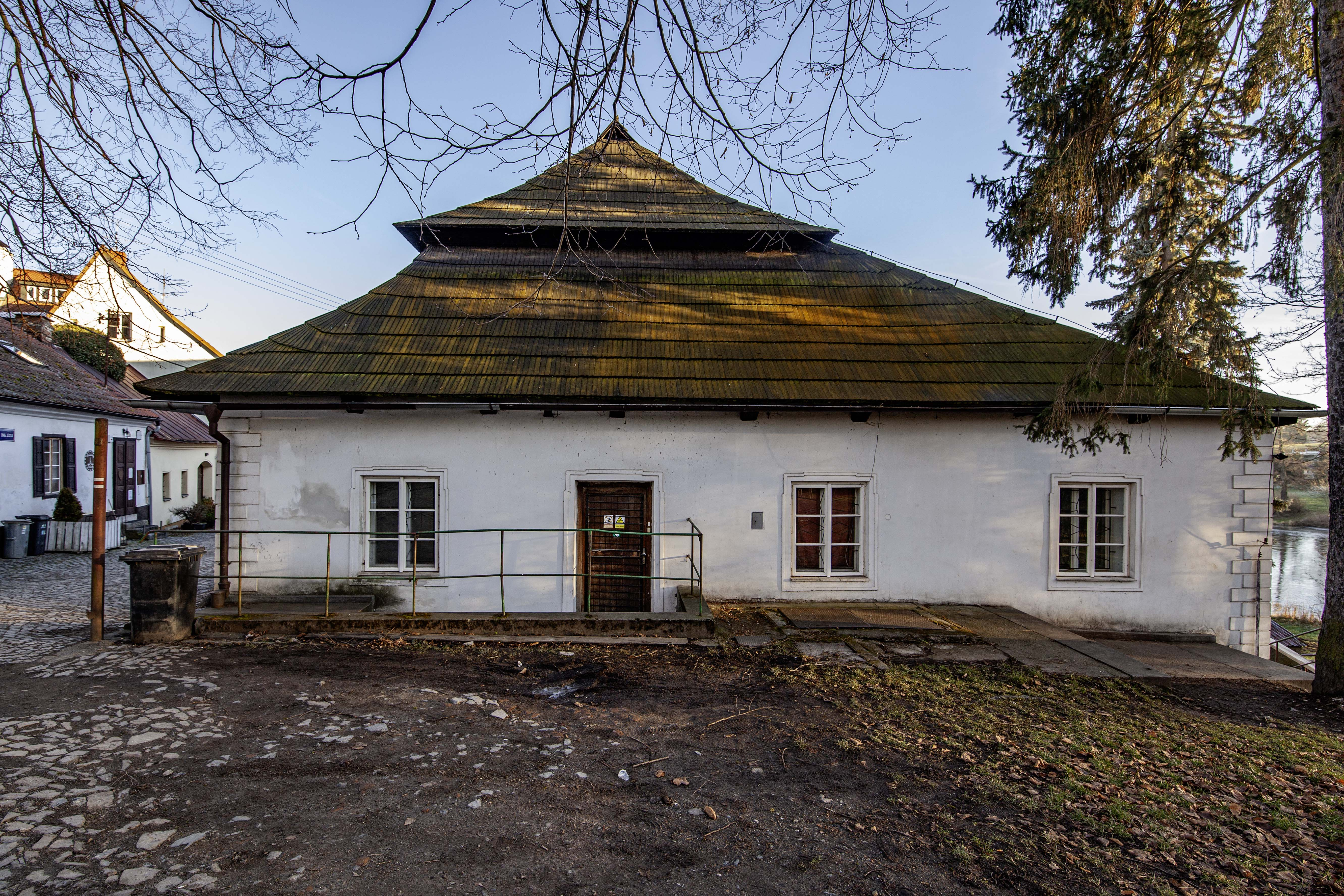
Zámecká hospoda (2024)
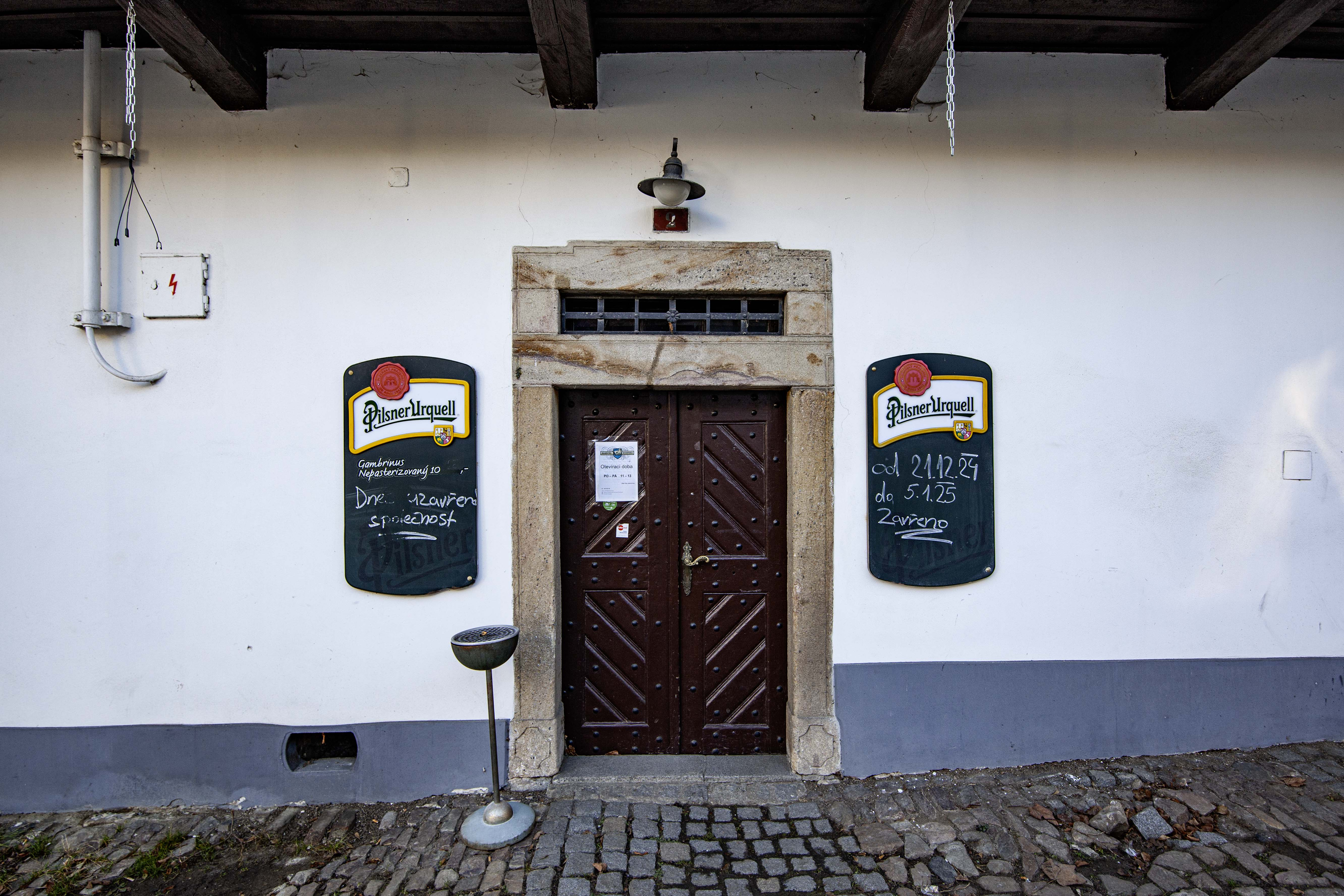
Hlavní vchod (2024)
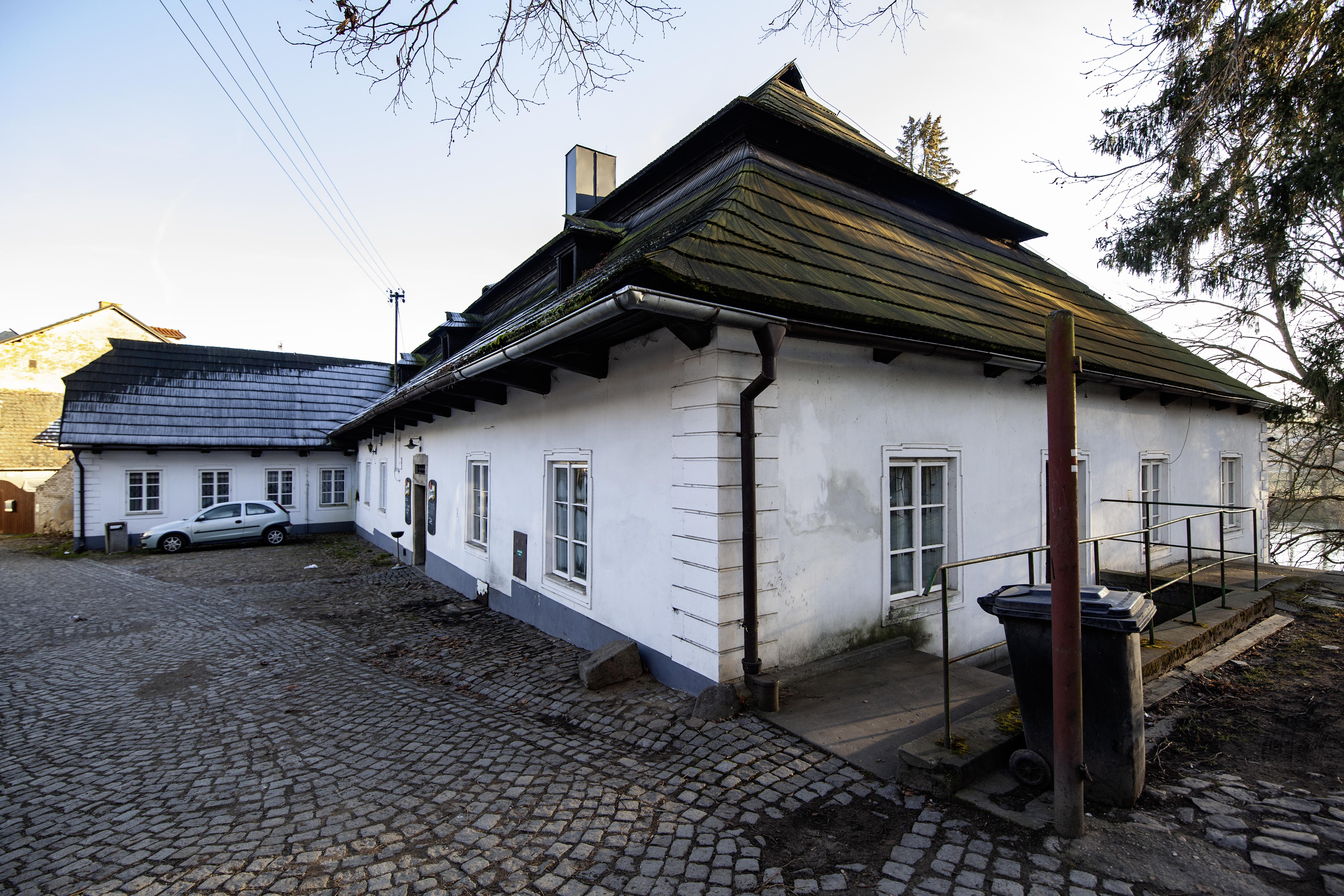
Zámecká hospoda (2024)
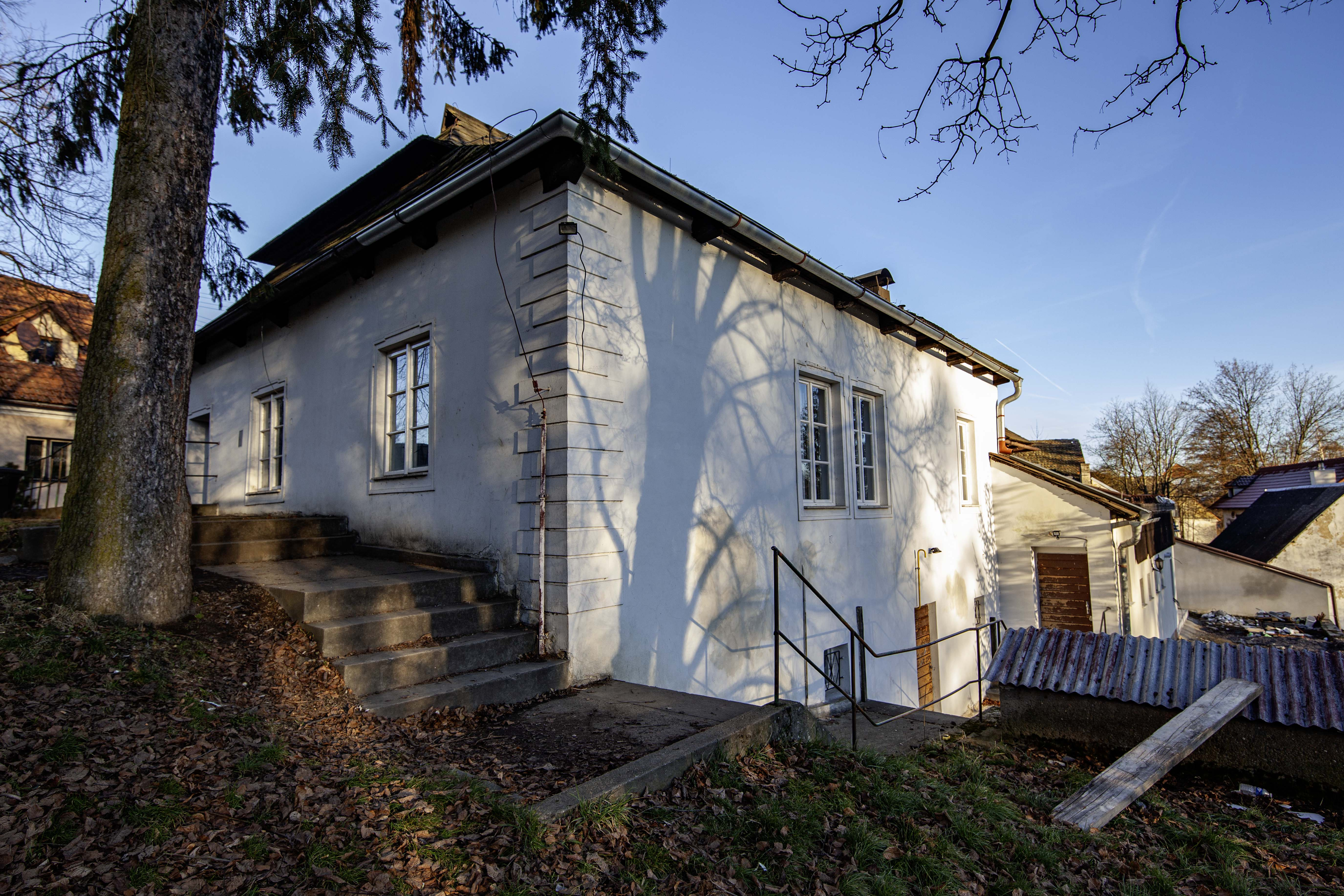
Zámecká hospoda (2024)